# Cyperus androhibensis
Cyperus androhibensis är en halvgräsart som beskrevs av David Alan Simpson. Cyperus androhibensis ingår i släktet papyrusar, och familjen halvgräs. Inga underarter finns listade i Catalogue of Life.